# LDS
LDS foi uma equipe sul-africana de Fórmula 1. Participou de cinco GPs, todos em território sul-africano, usando chassis desenhados por Doug Serrurier, que também pilotou para a escuderia entre 1962 e 1963 e em 1965. Não marcou pontos em nenhuma prova - um décimo-primeiro lugar de Serrurier, no GP da África do Sul de 1963, foi o melhor resultado do time na categoria.
O nome da equipe era composto das iniciais do nome completo de Serrurier (Louis Douglas Serrurier) - além dele, pilotaram carros da LDS Sam Tingle e Jackie Pretorius.